# Ragno (primo soccorso)

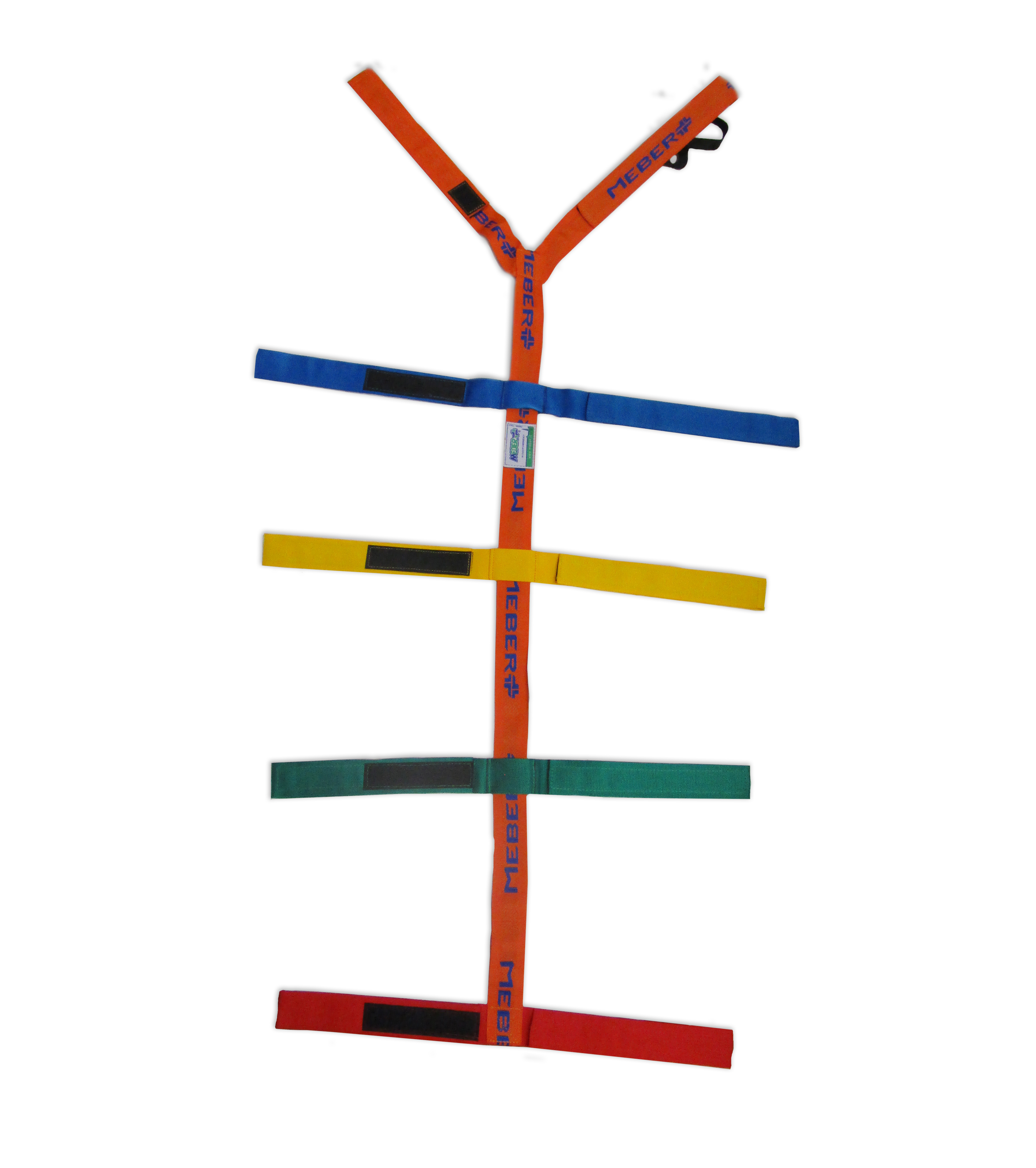
Esempio di cinture ragno

Il ragno è una struttura di cinte usate nel primo soccorso per immobilizzare il busto e gli arti di un paziente che ha subito un trauma posizionato sulla tavola spinale.
Dopo aver fermato la testa con il collare cervicale e con il fermacapo, la persona viene immobilizzata tramite il ragno.
Il ragno è generalmente composto da una lunga cinta verticale, che viene posizionata lungo tutto il corpo, dal collo ai piedi, e da 10 cinte poste sopra di essa in maniera orizzontale e simmetrica tra loro, 5 a sinistra e 5 a destra.
La prima coppia di cinte ha la forma a V e viene fissata all'estremità superiore della tavola spinale, al di sopra della testa. Tutte le altre cinte vengono fissate ai lati della tavola spinale: la seconda fascia viene posizionata all'altezza delle spalle, la terza fascia all'altezza della vita, la quarta all'altezza delle ginocchia e la quinta all'altezza delle caviglie.